# Castelló (provins)
Castellón (även Castelló) är en av de 50 provinserna i Spanien. Det är den nordligaste provinsen av de tre som utgör autonoma regionen Valencia. Huvudstad är Castellón de la Plana (180 114 invånare 2011). Provinsen hade 579 245 invånare (2016).
Castelló är beläget mot Medelhavet i öster, mitt på den Iberiska halvön. Väster om provinsen gränsar Aragoniens provins Teruel och i nordost finns Kataloniens provins Tarragona. Söder om Castelló ligger provinsen Valencia, där även regionens huvudstad ligger. 
Castelló är den näst mest bergiga provinsen i Spanien, och kustremsan benämns i folkmun med Costa del Azahar, Apelsinblomningskusten.
De största orterna, med fler än 15 000 invånare enligt INE 2006, är Vila-real, Burriana, La Vall d'Uixó, Vinaroz, Benicarló, Onda, Almazora och Benicasim.
Den internationella flygplatsen Castellón-Costa Azahar Airport finns strax norr om provinshuvudstaden.
Kända turistorter är Peñiscola, Benicasim, Alcossebre och Benicarló.